# Melidectes
Melidectes es un género de aves paseriformes perteneciente a la familia Meliphagidae. Sus miembros son endémicos de Nueva Guinea. 
El nombre del género combina las palabras griegas Meli que significa «miel» y dektës que significa «mendigo, receptor».

## Especies
Contiene nueve especies:
- Melidectes belfordi - mielero de Belford;
- Melidectes foersteri - mielero de Foerster;
- Melidectes fuscus - mielero fuliginoso;
- Melidectes leucostephes - mielero de Vogelkop;
- Melidectes nouhuysi - mielero barbicorto;
- Melidectes ochromelas - mielero cejirrufo;
- Melidectes princeps - mielero barbilargo;
- Melidectes rufocrissalis - mielero cejiamarillo;
- Melidectes torquatus - mielero maquillado;